# Sociópolis
Sociópolis fue un proyecto de urbanización de la pedanía de Faitanar, en el distrito de Poblados del Sur de la ciudad de Valencia, iniciado en el año 2003. Vicente Guallart fue el arquitecto director del proyecto Sociópolis. 

## Antecedentes
Sociópolis nació como un proyecto de investigación fruto del impulso dado por la Bienal de Valencia (en la que el proyecto se presentó como “El proyecto de ciudad del hábitat solidario”), y en él, además de contar como director con Guallart, trabajaron otros 12 arquitectos: Toyo Ito, Willy Muller, Lourdes García Sogo, Iñaki Ábalos, Juan Herreros, Manuel Gausa, MVRDV, Josep Lluis Mateo, François Roche, José María Torres Nadal, Greg Lynn y Duncan Lewis. Con ello se pretendía proponer un nuevo tipo de barrio, en el que se plantearan nuevas tipologías de vivienda para las nuevas estructuras de nuestra sociedad (jóvenes que viven solos o compartiendo pisos, personas mayores tuteladas, inmigrantes o familias monoparentales). Al tiempo, al encontrarse el nuevo barrio en una zona hasta entonces de uso agrícola, se hacía imprescindible conservar las trazas agrícolas y dar lugar a un nuevo tipo de ciudad basado en el modelo del “hortulus mediterráneo”.
Este proyecto urbanizador pretendía integrar la huerta en un contexto urbanístico sostenible. El proyecto fue cofinanciado por el Instituto Valenciano de Vivienda (IVVSA) y el gobierno de España,  y encontró serios problemas en su promoción debido a los efectos de la crisis económica,, pese a lo cual a mediados de 2010 se había conseguido finalizar las dos primeras fases (infraestructura viaria, electricidad, agua corriente y mobiliario) y se comenzaban a construir las primeras viviendas.
Dietmar Steneir, el director del Architekturzentrum, definió Sociópolis como "una perspectiva productiva entre el viejo y el nuevo modelo de ciudad europea". Steiner calificó el enfoque socialmente integrador de este proyecto como “nuevo”, considerándolo "muy conectado con la arquitectura socialmente comprometida e incluso experimental".
Aunque Sociópolis se encuentra administrativamente en el vecino barrio de Faitanar, La Torre es el núcleo urbano más próximo para la prestación de todo tipo de servicios.
Sociópolis fue considerado en su momento como el proyecto urbanístico emblemático de la Generalidad en la ciudad de Valencia, ya que pretendía incorporar un nuevo modelo de barrio, con viviendas accesibles que se aunaban a los parques y jardines y los equipamientos sociales que se quería incorporar al nuevo barrio. Se trataba de un urbanismo en el que las construcciones (en su mayoría de gran altura) y la huerta convivían en el mismo plano; de hecho en Sociópolis se llevó a cabo un proyecto de huertos urbanos.

## Descripción del proyecto y situación actual
Sociópolis se concibió en un momento en el que la economía estaba viviendo el punto álgido de una burbuja inmobiliaria, durante el cual, y con la excusa de la escasez de viviendas protegidas, se decidió construir 2.800 viviendas, supuestamente destinadas a las economías más bajas, pero dotando a la zona de varias instalaciones deportivas, jardines y huertos urbanos, utilizando para ello terrenos que hasta ese momento eran de uso agrícola y pertenecían a la huerta de la ciudad de Valencia.
El proyecto no se llevó a término, ya que en pleno inicio de las construcciones se produjo la caída del mercado y se construyeron unas pocas torres de las proyectadas (que eran 18 en total, todos de arquitectura vanguardista y de arquitectos de fama internacional), de las cuales solamente cinco de ellas están habitadas, algunas se quedaron a mitad construir y la zona quedó a medio urbanizar, estando actualmente rodeadas de solares y de los huertos urbanos, que se construyeron al inicio del proyecto y que siguen en uso.
De esta manera la crisis dejó el complejo a medio construir, y además abandonado por misma administración que había impulsado su ejecución. Esta parada fue definitiva cuando en el año 2012 el IVVSA, la empresa pública de la Generalitat que gestionó el proyecto, paralizó los trabajos de urbanización lo cual supuso que los pocos edificios que ya se habían construidos quedaran aislados.
A partir del año 2016 se iniciaron conversaciones entre la Generalidad Valenciana y el Ayuntamiento para tratar de agilizar la reurbanización y el relanzamientos de Sociópolis. En un primer momento se habló de la posibilidad de disponer de unos 2,4 millones de euros para llevar a cabo la finalización del proyecto. La Generalidad Valenciana además busca una salida al edificio que dejó a medias el Instituto de la Vivienda. Ya se ha tratado de vender en subasta pública y pese a bajarse el precio en más de dos millones y medio de euros, no se consiguió que alguien tuviera interés en comprarlo. Se tratará  nuevamente de venderlo, intentado minimizar al máximo las pérdidas, si no pueden evitarse. En marzo de 2017 se anunció que se iba a construir una pasarela peatonal y ciclista con la intención de unir el barrio de Sociópolis con el casco urbano de la ciudad, acordando la Consejería de Obras Públicas y el Ayuntamiento la licitación de las obras de urbanización de este nuevo barrio creado por el consorcio de Rita Barberá.
Según anunciaron las entidades públicas anteriores, los trabajos que se llevarán a cabo serán: finalización de pavimentos, red de riego y jardinería; adecuación de acequias; paso de peatones con semaforización en la CV-407; adecuación de la zona de afección de la carretera CV-400 ejecutando dos zonas destinadas a huertos; realización de dos tramos de la red de aguas pluviales, de un cruce de telefonía y colocación de puntos de luz así como la revisión de las instalaciones ya existentes; trabajos de demolición y movimientos de tierras para finalizar la actuación.
Con todo esto, además de intentar relanzar la zona y conseguir rentabilizar, lo que se pueda, la inversión inicialmente realizada, se conseguirá mejorar la calidad de vida (ya que en estas obras también se ejecutarán algunas instalaciones deportivas y zonas de juegos de niños y juegos bio saludables, así como mobiliario urbano como bancos, papeleras, fuentes bebedero y aparcamiento para bicicletas)  de los pocos vecinos que apostaron por este nuevo barrio en el momento de su primer lanzamiento.
Se preveía  que la urbanización de Sociópolis estaría finalizada para el primer trimestre de 2018 y que podía suponer un coste de un millón y medio de euros. Tras lo cual Sociópolis se convertiría en un nuevo barrio de la ciudad de Valencia.
En abril del año 2020, las obras permanecen paralizadas.